# چشم‌انداز (تاک شو)
چشم‌انداز یا ویو (انگلیسی: The View) یک برنامه تلویزیونی در ایالات متحده آمریکا است، که توسط باربارا والترز پایه‌گذاری شد. این برنامه از ۱۱ اوت ۱۹۹۷ از شبکه ای‌بی‌سی پخش می‌شود. این برنامه از تعدادی مجری زن تشکیل شده‌است که به مسائل روز دنیای سرگرمی، اجتماعی و سیاست می‌پردازند. از مجریانی که در این برنامه حضور داشته‌اند می‌توان به جوی بیهار، باربارا والترز، ووپی گلدبرگ، روزی اودانل، مگان مک‌کین و ابی هانتسمن اشاره کرد.